# پولیا (کومونه)
پولیا (به ایتالیایی: Polia) یک کومونه در ایتالیا است که در استان ویبو والنتیا واقع شده‌است.

## خصوصیات
پولیا ۳۱٫۸ کیلومترمربع مساحت و ۱٬۲۲۴ نفر جمعیت دارد.